# Virslīga 1996
In 1996 werd het 22ste voetbalseizoen gespeeld van de Letse Virslīga. De competitie werd gespeeld van 20 april tot 6 november. Skonto werd kampioen. 

## Eerste fase
| Plaats | Club                  | Wed. | W  | G | V  | Saldo | Ptn. |
| ------ | --------------------- | ---- | -- | - | -- | ----- | ---- |
| 1.     | Skonto Riga           | 18   | 15 | 2 | 1  | 74-9  | 47   |
| 2.     | Daugava Riga          | 18   | 13 | 4 | 1  | 41-11 | 43   |
| 3.     | Dinaburg FC           | 18   | 9  | 5 | 4  | 30-19 | 32   |
| 4.     | Baltika Liepājas      | 18   | 8  | 4 | 6  | 23-21 | 28   |
| 5.     | FK Universitāte Riga  | 18   | 7  | 5 | 6  | 24-29 | 26   |
| 6.     | FK Starts             | 18   | 5  | 5 | 8  | 20-35 | 20   |
| 7.     | Vairogs               | 18   | 5  | 3 | 10 | 19-32 | 18   |
| 8.     | Lokomotive Daugavpils | 18   | 4  | 5 | 9  | 18-31 | 17   |
| 9.     | Skonto/Metāls         | 18   | 2  | 3 | 13 | 9-38  | 9    |
| 10.    | FK Jūrnieks           | 18   | 1  | 6 | 11 | 11-44 | 9    |

- RAF Jelgava verhuisde naar Riga en nam de naam Universitāte Riga aan.
- DAG-Liepāja wijzigde de naam in Baltika Liepājas

|  | Geplaatst voor tweede fase, kampioenengroep |
|  | Geplaatst voor tweede fase, degradatiegroep |

## Tweede fase

### Kampioenengroep
| Plaats | Club                 | Wed. | W  | G | V  | Saldo | Ptn. |
| ------ | -------------------- | ---- | -- | - | -- | ----- | ---- |
| 1.     | Skonto Riga          | 28   | 23 | 4 | 1  | 98-12 | 73   |
| 2.     | Daugava Riga         | 28   | 18 | 7 | 3  | 61-18 | 61   |
| 3.     | Dinaburg FC          | 28   | 13 | 8 | 7  | 53-31 | 47   |
| 4.     | FK Universitāte Riga | 28   | 11 | 6 | 11 | 37-45 | 39   |
| 5.     | Baltika Liepājas     | 28   | 11 | 5 | 12 | 32-44 | 38   |
| 6.     | FK Starts            | 28   | 6  | 5 | 17 | 26-69 | 23   |

|  | Kampioen, geplaatst voor eerste voorronde UEFA Champions League 1997/98                      |
|  | Geplaatst voor eerste voorronde UEFA Cup 1997/98                                             |
|  | Bekerwinnaar 1996, geplaatst voor Europacup II 1996/97 en voor groepsfase Intertoto Cup 1997 |
|  | Club werd na dit seizoen ontbonden                                                           |

### Degradatiegroep
| Plaats | Club                  | Wed. | W  | G | V  | Saldo | Ptn. |
| ------ | --------------------- | ---- | -- | - | -- | ----- | ---- |
| 7.     | Lokomotive Daugavpils | 30   | 10 | 9 | 11 | 38-45 | 39   |
| 8.     | Vairogs               | 30   | 9  | 6 | 15 | 37-54 | 33   |
| 9.     | Skonto/Metāls         | 30   | 7  | 6 | 17 | 25-53 | 27   |
| 10.    | FK Jūrnieks           | 30   | 4  | 8 | 18 | 25-61 | -    |

|  | Deelname promotie/degradatie play-off |
|  | Degradatie                            |

## Promotie/Degradatie play-off
| Team #1       | Tot.  | Team #2     | 1ste wed | 2de wed |
| ------------- | ----- | ----------- | -------- | ------- |
| Skonto/Metāls | 1 - 2 | FK Valmiera | 1 - 0    | 0 - 2   |

## Kampioen
| Virslīga 1996              |
| Letland                    |
| -------------------------- |
| SKONTO Kampioen (5° titel) |